# Parc de Matti Helenius
Le Parc de Matti Helenius (finnois : Matti Heleniuksen puisto) est un parc du quartier de Kallio à Helsinki en Finlande,.

## Présentation
Le parc est nommé en mémoire de Matti Helenius-Seppälä, politicien finlandais.
Le parc est situé sur le versant nord-est de la colline du Kallio, derrière la bibliothèque du Kallio, il couvre une superficie de 0,4 hectare.
Le parc est bordé à l'ouest par la rue Fleminginkatu, au nord par Agricolankatu, à l'est par Porthaninkatu et au sud par la bibliothèque du Kallio.
Le parc de l'ours se trouve sur son côté Ouest et le parc d'Alli Trygg sur son côté Est.
Le parc Matti Helenius est planté de mélèzes, d’érables et de lilas.